# Port
Pour les articles homonymes, voir Port (homonymie).

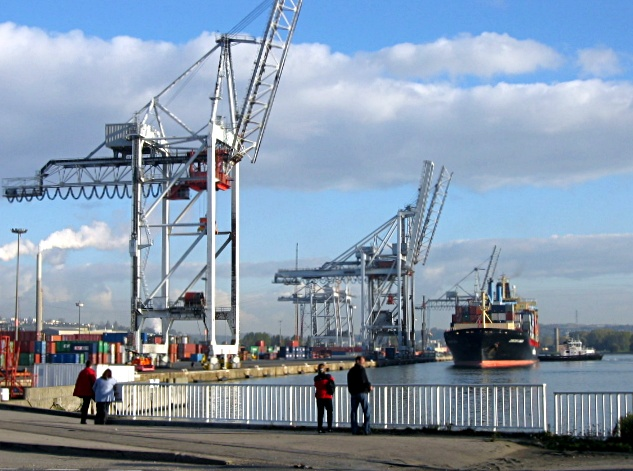
Le port du Havre (Seine-Maritime, France).

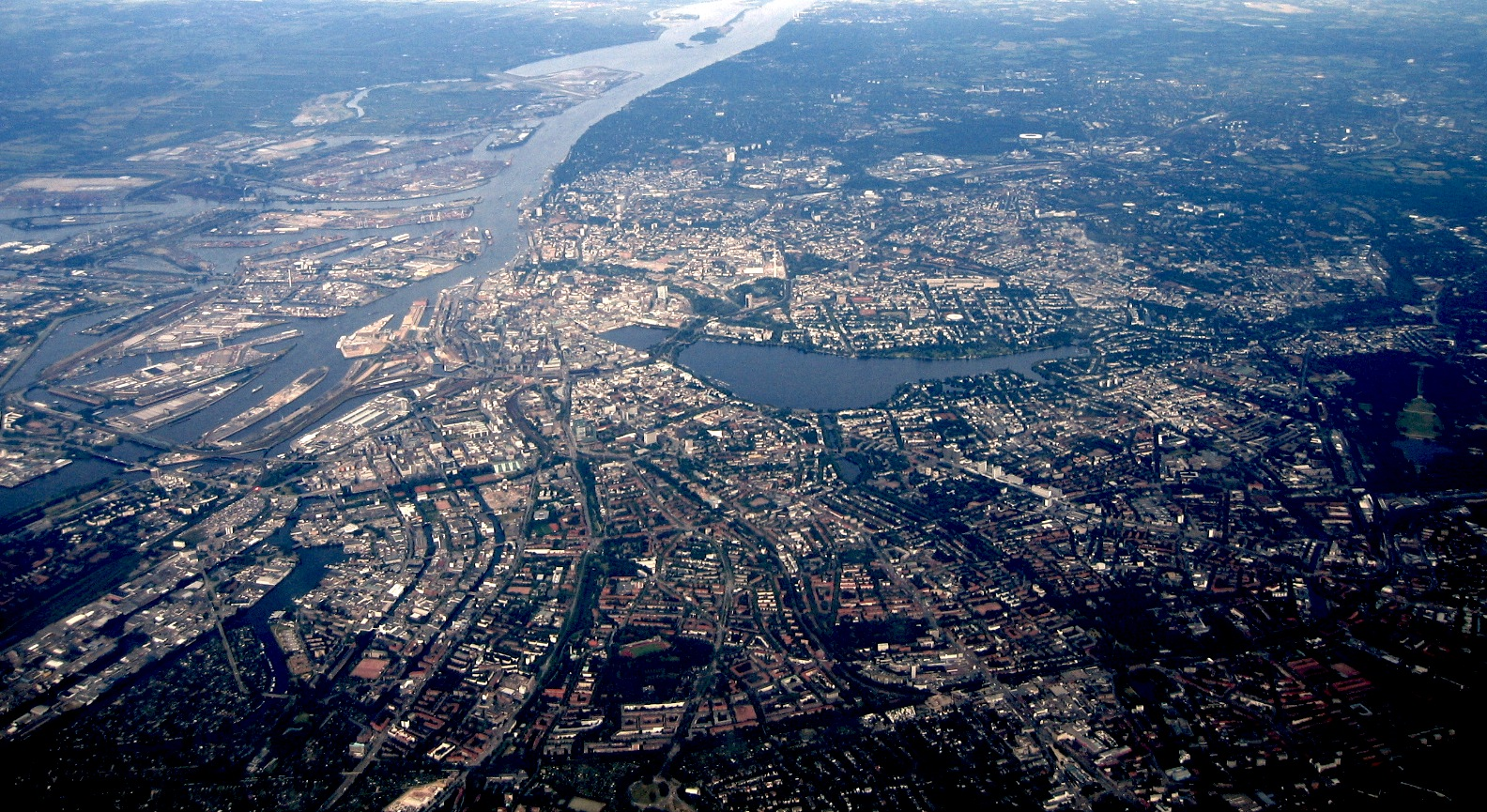
Vue aérienne du port de Hambourg (Allemagne).

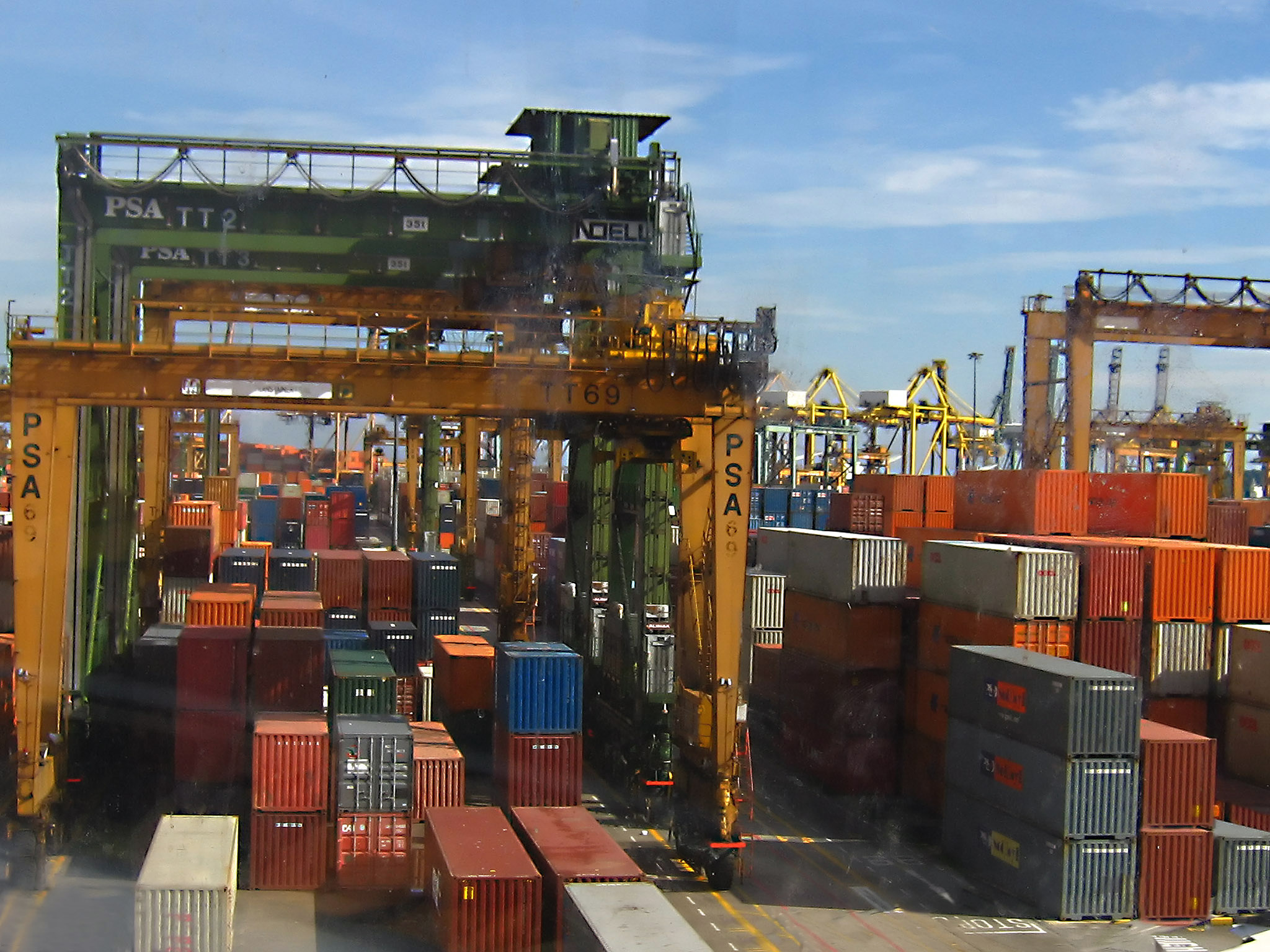
Zone intermodale des conteneurs, dans le port de Singapour.

Un port est une infrastructure construite par l'homme, située sur le littoral maritime, sur les berges d'un lac ou sur un cours d'eau, et destinée à accueillir des bateaux et navires. Il existe par ailleurs des ports à sec installés en sus ou non d'un port maritime ou fluvial comme stationnement portuaire relié à une infrastructure à terre permettant un stockage de petites unités, comme des voiliers, ainsi que des transferts vers des réseaux ferroviaires et routiers.
Un port peut remplir plusieurs fonctions, mais doit avant tout permettre d'abriter les navires, en particulier pendant les opérations de chargement et de déchargement. Il facilite aussi les opérations de ravitaillement et de réparations. Il est un lieu de séjour.
À l'opposé d'un mouillage ou d'un havre consistant généralement en une rade protégée des vents dominants et des vagues par la terre, un port sera protégé par une ou plusieurs digues ou môles. Il pourra être composé de plusieurs darses, de parties isolées par des écluses de cales sèches ou flottantes. Il peut nécessiter des dragages afin d'entretenir une profondeur suffisante. Le port lui-même est aménagé avec des jetées, des quais, des pontons et doit être relié à d'autres moyens de transport (routier, ferroviaire, etc.).
Des ports de toutes tailles existent, abritant de quelques barques à des milliers de bateaux et installations utilitaires ou industrielles de production.

## Étymologie
Du latin portus, qui se rapporte au grec, passage.
Les dictionnaires ont jusqu’aux années 1930 défini le port (de mer, marchand, de commerce, de pêche ou de guerre) comme un « enfoncement de la mer dans les terres », naturel ou artificiel, donnant aux bateaux un abri (un havre) contre vents, courants et tempêtes. Avec les progrès techniques les ports sont aussi devenus, comme certains aéroports, des avancées gagnées sur la mer.
À l’opposé du « port de marée », où l’on n’entrait qu'à marée haute, le « Port de toute marée » était assez profond pour être disponible aux navires, quel que soit le marnage.
Dans le port franc les marchandises ne faisaient l’objet d’aucune taxe, tant qu'elles n'entraient pas dans le pays. Le mot qualifie aussi au XIXe siècle un lieu, proche du port, où l’on entreposait les marchandises étrangères.
Le port d'attache est celui auquel est administrativement rattaché un navire, l’expression ayant donné lieu à un sens figuré.
Les dénominations s'inspirent souvent des « points de la rive d'un cours d'eau où les navires, les bateaux abordent, où les bâtiments chargent et déchargent les marchandises » : port de Bercy, port de Bordeaux, port de Londres, certains étant spécialisés (port au blé, aux tuiles, au bois, etc.
Confusions possibles :
- En termes de marine, « port » (dérivant alors du verbe porter) désignait aussi la charge maximale que peut emporter un navire. ex. : Un navire de 500 tonneaux de port se disait « Un vaisseau du port de cinq cents tonneaux » au XVIIe siècle (dictionnaire de l’Académie française de 1694).
- Aujourd'hui, on parle de port en lourd d'un navire, mais il est exprimé en tonnes métriques et non plus en tonneaux de mer (unité de référence de l'époque).
- De même, l’expression « Avoir ses ports francs » signifie pouvoir envoyer son courrier sans affranchissement, en « franchise postale ».

## Histoire

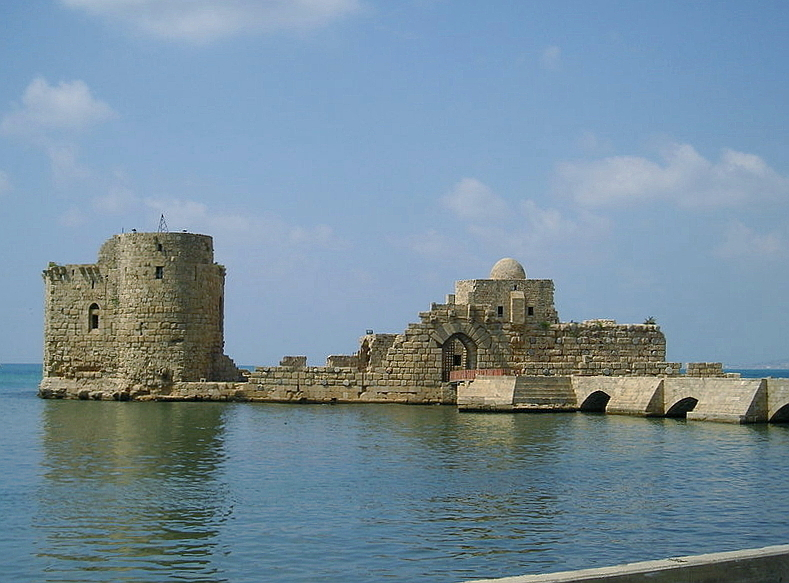
Ruines de l'ancien port de Sidon.

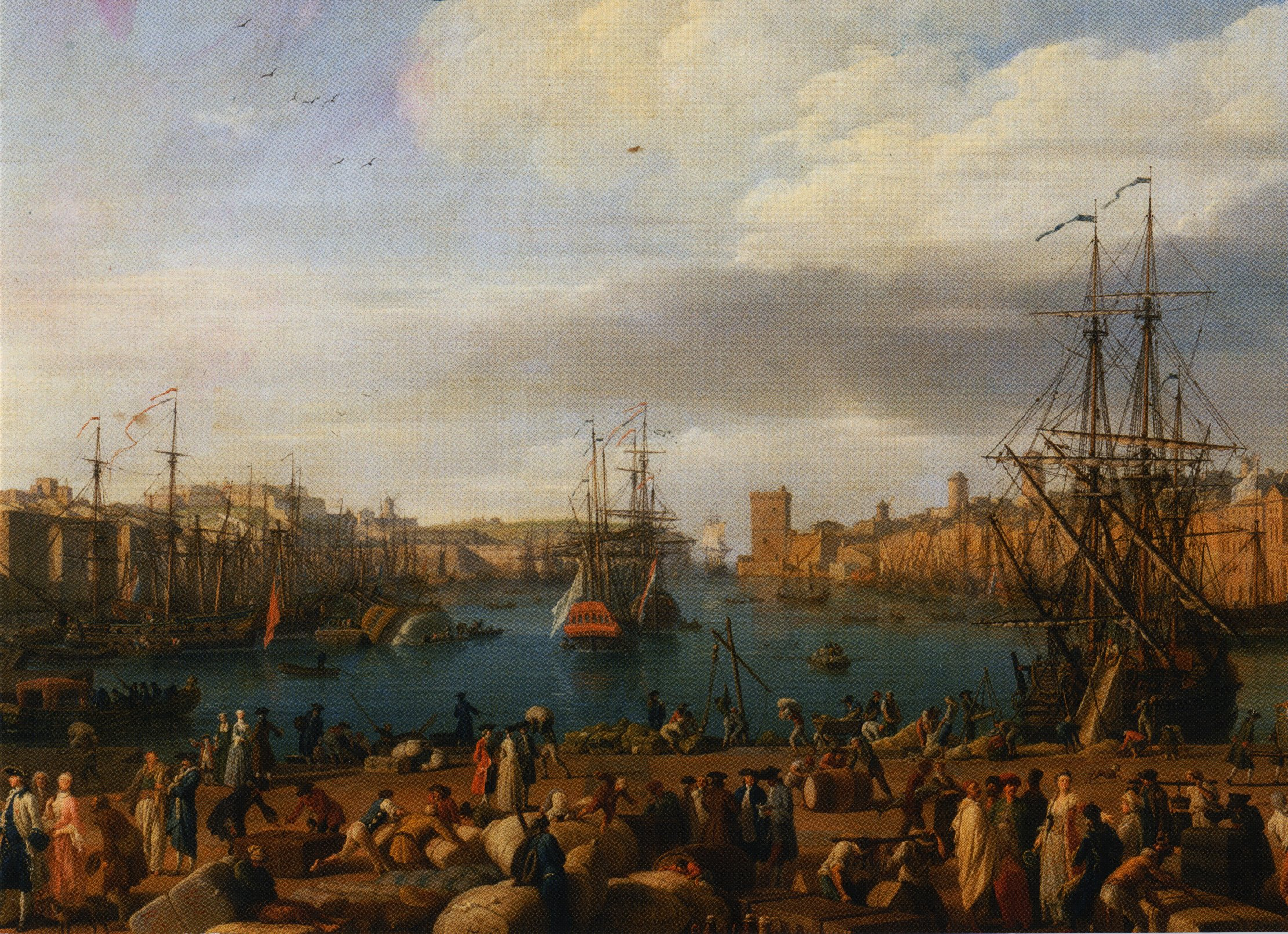
Intérieur du port de Marseille, Joseph Vernet 1754, huile sur toile,

### Antiquité
Si les sources dans le domaine ne sont pas définitives, les premiers ports construits semblent toutefois remonter aux Phéniciens avec les ports de Sidon et Tyr au XIIIe siècle av. J.-C. : ces villes sont alors à leur apogée et représentent d'importants carrefours commerciaux ; ils perdureront jusqu'aux attaques des Peuples de la mer. Ces ports permettaient le commerce mais également le départ de colons et le soutien des unités navales.
L'étape suivante dans le développement des ports est la construction de celui d'Alexandrie en Égypte, vers le IIIe siècle av. J.-C. : une digue, l'Heptastade y est construite, afin de séparer le port en deux parties accessibles suivant la provenance du vent. C'est également le site du phare d'Alexandrie, premier des phares. Les ports se développent ainsi le long de la Méditerranée, et on compte notamment le port du Pirée à Athènes et celui d'Ostie pour Rome. On peut également mentionner le port de Syracuse et celui de Carthage. Les techniques de construction de l'époque utilisaient principalement les roches du lieu, ce qui nécessitait une abondante main d'œuvre, mais offrait des constructions extrêmement durables ; l'archéologie marine actuelle utilise abondamment ceci. On peut également noter l'utilisation de digues en arches semi-circulaires par les Romains, permettant une meilleure résistance aux vagues.

### Du Moyen Âge à l’époque contemporaine
Malgré les destructions suivant la fin de l'Empire romain, les ports se développent sur le pourtour de la Méditerranée et progressivement sur la façade Atlantique au fur et à mesure de l'expansion du commerce. Les ports italiens (Gênes, Venise…) prennent de l'importance ; les techniques, restent sensiblement les mêmes. Ce n'est qu'au XIXe siècle avec la révolution industrielle que l'apparence des ports change clairement : la spécialisation entre ports de commerce, de pêche et militaires apparaît et le béton permet d'autres types de construction. On y trouve des coqueries. Aux entrepôts s'ajoutent les lignes de chemin de fer et les grues. Les docks s'étendent et les professions se spécialisent ; le balisage et l'assistance aux navires (par le remorquage par exemple) se développent.

### XXesiècle
Au XXe siècle, la transformation est complète : les ports de commerce se spécialisent en sous-ensembles et en terminaux dédiés aux types de marchandises (vrac solide et liquide, conteneurs, passagers) ; les engins grandissent (tels les portiques) afin de pouvoir charger les navires grandissant sans cesse ; les cadences s'accélèrent afin de rester dans la compétition, mais les effectifs embauchés baissent drastiquement. Les ports de plaisance se développent et prolifèrent le long des côtes des pays développés par la création de marinas parfois géantes. Les derniers développements incluent la construction d'immenses complexes portuaires comme l'Europort de Rotterdam.
En Europe, Rotterdam est le 1er port pour le tonnage (370 millions de tonnes en 2005) loin devant Anvers, en seconde place (160 millions de tonnes). Les autres ports importants traitent de 50 à 130 millions de t/an. (Hambourg - 126 Mt, Marseille - 97 Mt, Amsterdam - 75 Mt, Le Havre - 75 Mt, Algésiras - 64 Mt, Grimsby & Immingham - 58 MT en 2004, Gênes - 55 Mt, Brême - 54 Mt, Tees & Hartlepool- 54 Mt en 2004, Londres - 54 Mt, Dunkerque - 53 Mt, etc).
Le volume traité par les ports du sud de la Mer du Nord a augmenté de plus de 60 % en 20 ans (de 1985 à 2005) avec près de 250 millions de tonnes traitées en 2003. En Méditerranée, ce sont Algésiras, Marseille, Gênes et Trieste qui ont les ports marchands les plus importants.
Selon l'IFEN, en 2005, l'Europe compte environ 1 200 ports maritimes qui traitent près d'un milliard de tonnes de fret par an. Environ 90 % du commerce extérieur de l'UE passe par la mer, faisant que la flotte marchande de l'UE occupe la première au monde (en tonnage ou en nombre de navires, plus particulièrement dans la catégorie porte-conteneurs.
La croissance du tonnage marchand (3267 millions de tonnes en 2001 contre 3101 millions en 1997) a des effets collatéraux en matière de croissance portuaire et d'utilisation des terrains dans les zones côtières, et peut-être en matière de risque et de sécurité maritime.
Les ports, comme plus récemment les aéroports ont une importance sanitaire historique. En période de risque épidémique ou pandémique, ce sont des lieux de quarantaine pour les hommes et les marchandises (dans les navires ou dans les lazarets à l'époque des épidémies de peste). La pandémie grippale de 1918 s'est étendue via les ports alliés où les transports de troupes sont rentrés d'Europe avec le virus H1N1 qui fit - selon les sources- de 40 à 100 millions de morts en 2 ans.
Les ports sont des lieux stratégiques, économiques et militaires. Ils ont pour cette raison et depuis des siècles fait l'objet de nombreuses attaques venant de la terre, de la mer ou des airs. Certains ont souvent été protégés par des fortifications, arsenaux, batteries, avec leurs dépôts de munitions et troupes à demeure. Lors des deux dernières guerres mondiales, de nombreux ports ont été totalement détruits et parfois les mêmes à nouveau lors de la Seconde Guerre mondiale.

## Types de ports
Les ports peuvent être classés selon leur localisation, leur statut et leur(s) activité(s).

### Localisation
Selon leur localisation, on distingue les ports maritimes, lacustres, fluviaux et à sec.

#### Ports maritimes
Ils sont situés sur la côte d'une mer ou d'un océan ; ce sont souvent les ports principaux pour un pays ayant une façade maritime, accueillant les plus grands tonnages. Ces ports ont besoin de davantage de protection contre les vagues et le vent en raison de leur exposition. Selon l'ESPO ; dans les ports maritimes européens, passent chaque année environ 3,5 milliards de tonnes de fret, et environ 350 millions de passagers (chiffres 2007). Les ports maritimes manient presque tout le fret impliqué dans le commerce extérieur et la moitié de celui impliqué dans le commerce intérieur.
De nombreux ports maritimes sont traditionnellement implantés en fond d'estuaire ou de ria, au niveau de la rupture de charge entre la navigation maritime et les autres modes de transports (y compris la navigation fluviale si le fleuve, plus en amont, est navigable), provoquant la naissance de villes-ponts importantes, car c'est en fond d'estuaire que se trouvait également le dernier pont sur le fleuve avant que les moyens techniques modernes ne permettent des ouvrages d'art plus en aval.
Ces ports de fond d'estuaire sont par contre le plus souvent inadaptés à la navigation maritime moderne en raison des faibles tirants d'eau et de l'étroitesse des chenaux navigables permettant de remonter les estuaires, d'où la naissance d'avant-ports, souvent appelés ports en eau profonde, situés le plus souvent à l'entrée de l'estuaire ou en côté du delta, qui peuvent accueillir les navires de grande taille et d'important tirant d'eau, en particulier les navires pétroliers et minéraliers, mais aussi les porte-conteneurs, les cargos, etc. Au début simple annexe du port de fond d'estuaire, l'avant-port est devenu souvent plus important que le port traditionnel, sauf lorsque le port traditionnel a réussi à garder dans un organisme portuaire unique le contrôle de son ou ses avant-ports au prix d'une « marche vers la mer » de ses équipements portuaires modernes et de ses zones industrielles portuaires.

#### Ports fluviaux
Les ports fluviaux, ou ports intérieurs, sont publics ou privés. Ils sont situés sur le bord d'un fleuve, d'une rivière ou d'un canal (bords à quai, disposant éventuellement d'un plan d’eau intérieur…), souvent aménagés sur un bras mort, une dérivation ou un élargissement naturel du cours d'eau afin d'éviter que le courant ne gêne les activités portuaires ; certains ports fluviaux sont créés artificiellement en creusant la terre pour créer des bassins accessibles depuis le fleuve ou situés sur le bord de canaux entièrement artificiels (ce ne sont pas des rivières canalisées).
Les ports dits publics ont une mission de service public déléguée. Les ports strictement privés sont réservés au trafic ne desservant qu'une seule entreprise, mais pour un tonnage parfois important (50 % du trafic sur la Moselle canalisée par exemple en 2009). La notion de port fluvial semble dans la plupart des pays ne pas avoir de définition juridique très précise ou opposable (dont en France).
Le CGDD les définit en France comme suit :

« l'ensemble des biens fonciers et des installations placés ou non sous la main d'une même autorité gestionnaire et aménageuse, situés au bord du réseau de voies navigables et occupant au moins en partie le domaine public fluvial. Il a pour objet de permettre le développement d'activités industrielles, logistiques et de transport de fret. Il s'agit ainsi en quelque sorte d'une plate-forme industrielle, logistique et intermodale dont l'un des modes de transport de fret la desservant est le transport fluvial, sans que ce dernier soit forcément pour autant le mode de transport principal. Son « épaisseur », i.e. sa dimension dans l'axe perpendiculaire au bord de la voie d'eau, est très variable ; la plate-forme proprement dite est en effet parfois réduite à une bande très étroite permettant un déchargement sans stockage. On parle alors de port linéaire. Mais, dans tous les cas, le port dispose d’un plan d'eau afin de permettre le stationnement et le chargement-déchargement de bateaux fluviaux, sans pour autant gêner la circulation générale sur la voie navigable attenante. »

Localisation : Les très grands ports fluviaux sont souvent près des embouchures de grands fleuves, accessibles à des navires venant de la mer (petits cargos, péniches de mer, petits caboteurs qui par exemple peuvent remonter l'axe Rhône-Saône jusqu'à Pagny et la Seine jusqu'à Gennevilliers). Ils sont donc considérés aussi comme des ports maritimes s'ils reçoivent à la fois des bateaux fluviaux et marins. Divers ports maritimes ont une ou plusieurs darses reliées au réseau de voies navigables par une écluse. La distinction devient donc difficile à proximité de l'embouchure. Plus ou moins intermodal selon la qualité de leurs connexions avec les réseaux routiers, ferrés, aériens, cyclables et touristiques, ce sont des « nœuds importants du système de transport ». Comme tous les ports, ils génèrent des effets sur l'environnement et peuvent intégrer la démarche Ecoport au même titre que les ports maritimes.
En France Vers 2010, les principaux de ces ports étaient selon le CGDD : « Paris (20 Mt), Strasbourg (8 Mt), Rouen (5,2 Mt pour sa part fluviale), Le Havre (4,8 Mt pour sa part fluviale), Mulhouse (4,2 Mt), Dunkerque (2,4 Mt pour sa part fluviale), Marseille (2,3 Mt pour sa part fluviale), Metz (1,9 Mt), Thionville (1,8 Mt), Lyon (1,2 Mt) et Frouard (1,0 Mt). Le Port autonome de Paris est même le deuxième port intérieur européen derrière Duisburg, mais à l'inverse, de très nombreux ports correspondent à des tonnages très limités et peuvent en fait correspondre à un ou deux transports fluviaux de « niches » ». Ce réseau intérieur de ports est surtout associé à des voies navigables de petites dimensions (gabarit Freycinet). En 2009, 1 600 km (30 % du réseau utilisé) de canaux sont au grand gabarit (un peu plus de 1 000 t) mais pas toujours reliés au reste de l’Europe. La distinction public/privé est parfois très floue dans les ports intérieurs, notamment quand comme à Thionville où un port public est contigu à un port privé et qu'ils mettent en commun une grande partie de leurs moyens, dont les infrastructures terrestres, routières ou ferrées (autre exemple : Le Port intérieur public de Colmar est utilisé pour moitié par une entreprise privée : Constellium, du domaine du recyclage de cannettes d'aluminium. En 2019, le port fluvial de Paris (PdP) et le port fluvial de Strasbourg (PAS) pèsent économiquement que les tranches moyenne et inférieure des grands ports maritimes (GPM). En 2012, celui de Paris a généré 82 M€, soit presque autant que le Grand port maritime de Nantes-Saint-Nazaire, et celui de Strasbourg, avec 34 M€ de produits d’exploitation en 2012, est comparable au Grand port maritime de Bordeaux.
Gouvernance : En France cette gouvernance varie selon le type de port : Il peut s'agir d'une concession portuaire, accordée en général pour 50 ans ou plus par VNF à une Chambre de commerce et d'industrie en France ou dans un cas (port de Pagny) à une société d’économie mixte (SEM). Autrefois la concession était accordée par l'État, avant que l'établissement public VNF ne le remplace en 1991. Sinon le port intérieur est un établissement public en France, avec par exemple les ports autonomes de Paris (Ports de Paris ou PdP) et de Strasbourg (PAS) qui sont établissements publics de l'État (EPIC ou EPA). Ils ne semblent pas toujours privilégier l'intermodalité avec d'autres modes de transport que la route… et le CGDD juge que l'organisation du plan-masse du port devrait « être arrêtée de manière à ne pas désavantager l'un des modes de transport et, en particulier, le transport fluvial par des difficultés d'accès ou de manutention, dans la limite bien évidemment des contraintes d’organisation et d'exploitation ».

#### Ports lacustres
Ils sont situés en bordure d'un lac. S'ils ne sont pas soumis aux aléas des marées, les vagues peuvent poser des problèmes sur les grandes étendues d'eau. Les ports lacustres comprennent les petites marinas, mais également des ports de commerce, comme sur les Grands Lacs nord-américains.

#### Ports à sec

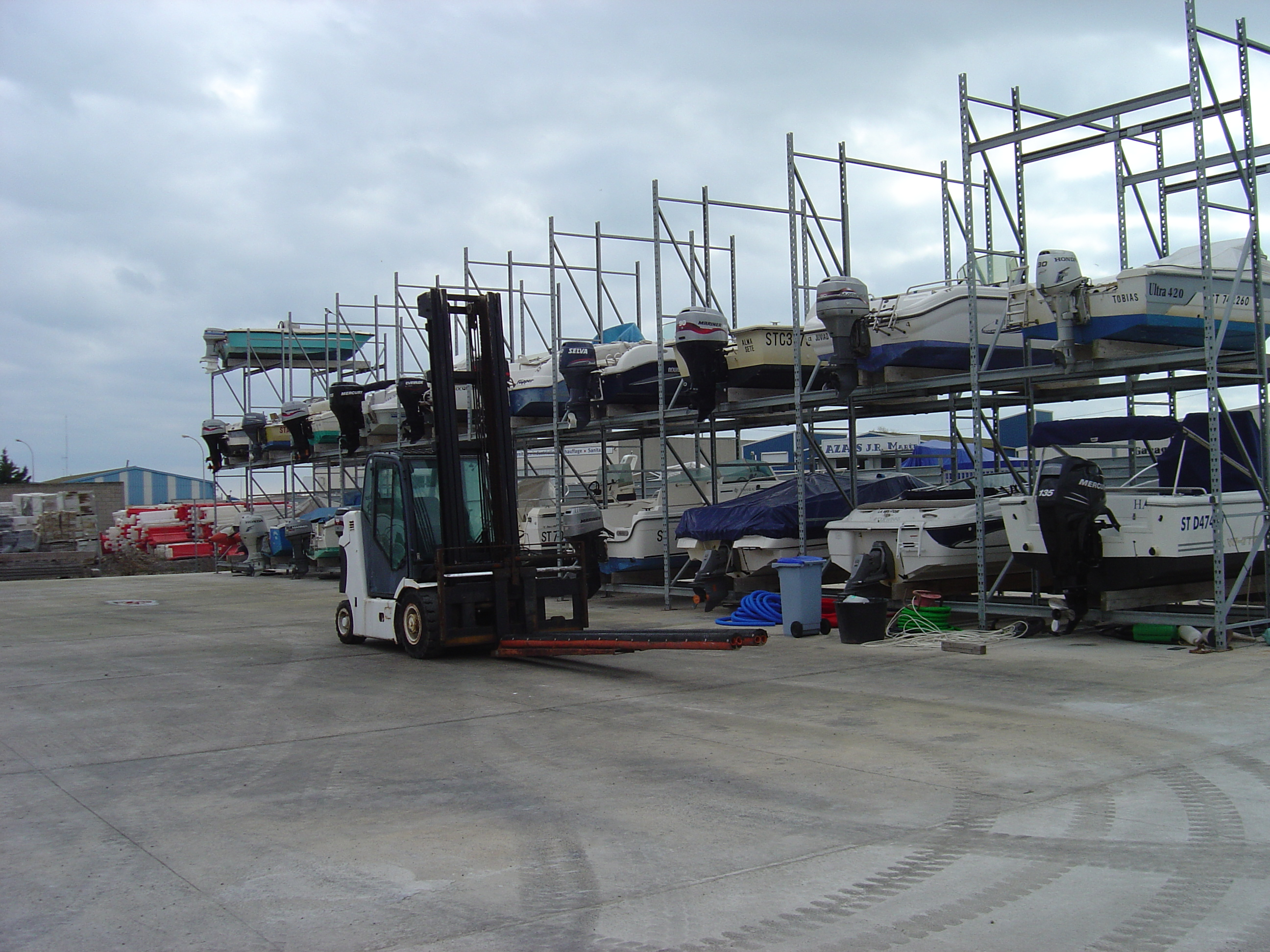
Port des Eaux-Blanches à Sète.

Relativement récents (apparus dans les années 1960 aux États-Unis), les ports à sec permettent le stockage à terre de petites unités tels que les voiliers de plaisance et les yachts. Ces « ports » sont situés à proximité d'un port de plaisance ou au moins d'une cale de mise à l'eau.

#### L'expression «Ports secs»
En dépit de la diversité des concepts, noms et définitions se rapportant à la notion de port sec et de l’existence d’autres installations analogues, l’expression « port sec » s’entend d’un lieu donné situé à l’intérieur des terres pour le groupage et la distribution de marchandises, ayant des fonctions correspondant à celles d’un port maritime, et comprenant des services de dédouanement.
Les fonctions rattachées à un port maritime que l’on pourrait s’attendre à retrouver dans un port sec supposent des installations pour la manutention de conteneurs (voire de marchandises en vrac) ; des liaisons avec les infrastructures intermodales ; un regroupement géographique de sociétés et d’organismes indépendants s’occupant du transport de marchandises (tels que transitaires, expéditeurs et transporteurs) ; et la fourniture de services connexes (entre autres, inspections douanières, paiement de taxes, entreposage, entretien et réparation, et liaisons bancaires au moyen des technologies de l’information et de la communication).
Le port sec, au lieu qu'il soit géré par le port autonome dont il dépend, est géré par la fonction de consignation d'une entreprise locale d'un pays donné avec la contribution d'un armateur et ce, dans le but d'éviter les égarements des conteneurs dans certains pays dont les opérateurs abusent de la restitution en utilisant les TC en tant que mode de stockage ce qui engendre une pénalité de restitution appelée « surestarie ».

### Activités

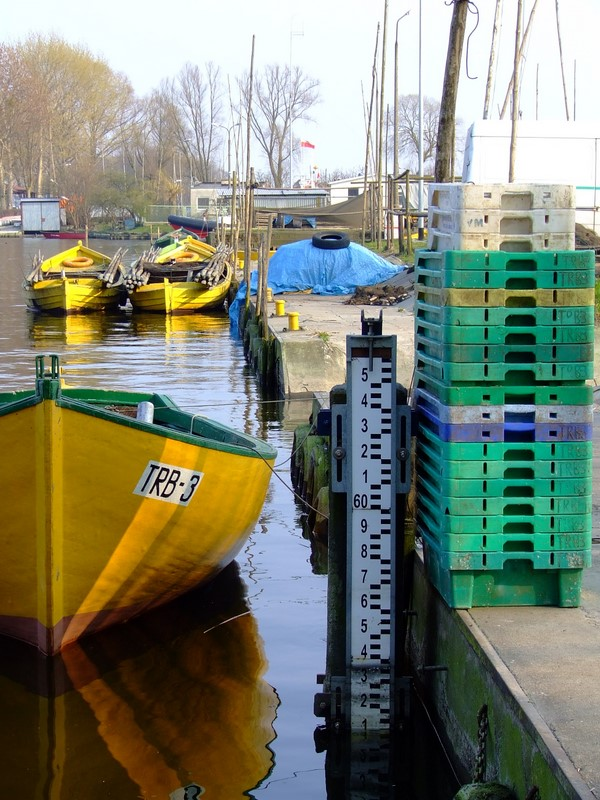
Port (marine) à Trzebież près Police (Pologne)

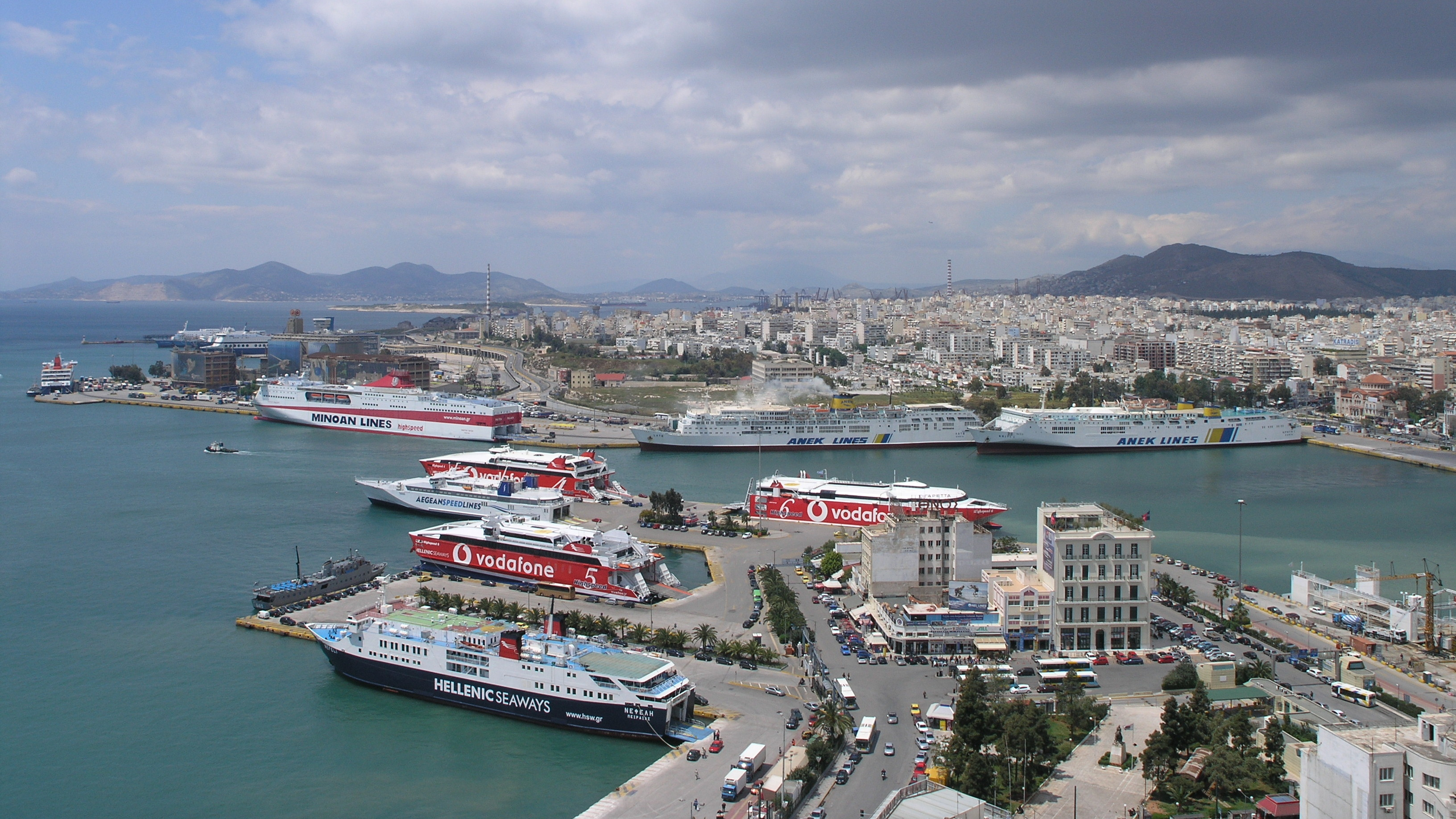
Le port du Pirée en Grèce

Selon leurs activités et les types de bateaux accueillis, on distingue les ports de commerce, de pêche, de plaisance, et les ports militaires. Il est fréquent qu'un même port combine plusieurs activités, mais elles sont souvent séparées géographiquement, par exemple avec différents bassins.
- Les ports de commerce servent à accueillir les navires de commerce : ceci inclut le trafic de passagers sur les ferries et les paquebots et le transport de marchandises pour les navires cargo. Les marchandises peuvent être liquides (pétroliers, chimiquiers) et nécessiter des réservoirs et tuyauteries dédiées ; ou solides, en vrac (vraquiers, nécessitant des silos ou des espaces de stockage) ou emballées : cargos mixtes ayant besoin d'entrepôts et de grues, ou les porte-conteneurs avec les grands espaces de stockage associés. Les cargaisons roulantes (pour les rouliers) ont besoin de zones d'attente, éventuellement de parkings. Outre les espaces de stockage et les moyens de manutention nécessaires, un port de commerce inclut aussi des liaisons routières et ferroviaires, voire fluviales, avec la terre ; différentes darses et terminaux spécialisés ; des bassins pour les navires de services associés ; selon les cas, des bassins dédiés à la réparation, un dispositif de séparation du trafic…
- Les ports de pêche sont les plus nombreux dans le monde, et sont souvent ceux dont les dimensions sont les plus réduites. Leurs dimensions varient selon les bateaux accueillis : les chalutiers de haute mer partant pour plusieurs semaines auront besoin de plus d'espace de quai en revenant décharger leur cargaison, tandis que les petits bateaux de pêche partant à la journée auront besoin de pouvoir décharger rapidement pour la criée. L'infrastructure est plus simple que pour un port de commerce : quelques quais ou pontons, une station de ravitaillement, et un moyen de vendre le produit de la pêche (marché à proximité), et éventuellement de le traiter avant la vente si cela n'a pas été fait sur le bateau.
- Les ports de plaisance accueillent les bateaux de plaisance, de loisir et de compétition, à voile et à moteur. La plupart des bateaux sont de petite taille (inférieur à 20 m), et les places de port sont standardisées grâce à des pontons et des catways ; différentes techniques d'amarrage sont utilisées selon les endroits. On y trouve une capitainerie, différents services d'avitaillement, de mise au sec et de réparation, une pompe à carburant, et divers services pour les équipages. Ces ports sont souvent situés près du centre des villes pour des raisons touristiques et pratiques (facilité d'accès et d'avitaillement).
- Les ports militaires (ou ports de guerre, bases navales) accueillent les navires de guerre. Certains ports sont ouverts (comme celui de Portsmouth), mais d'autres, notamment les bases de sous-marins, sont fermés et interdits au public (comme l'île Longue) pour des raisons de sécurité. Un port militaire peut inclure un arsenal, une école navale, un chantier de réparations, des moyens de ravitaillement, de logement et d'entraînement pour les équipages. Certains navires militaires, notamment les patrouilleurs, peuvent être basés dans d'autres types de ports.

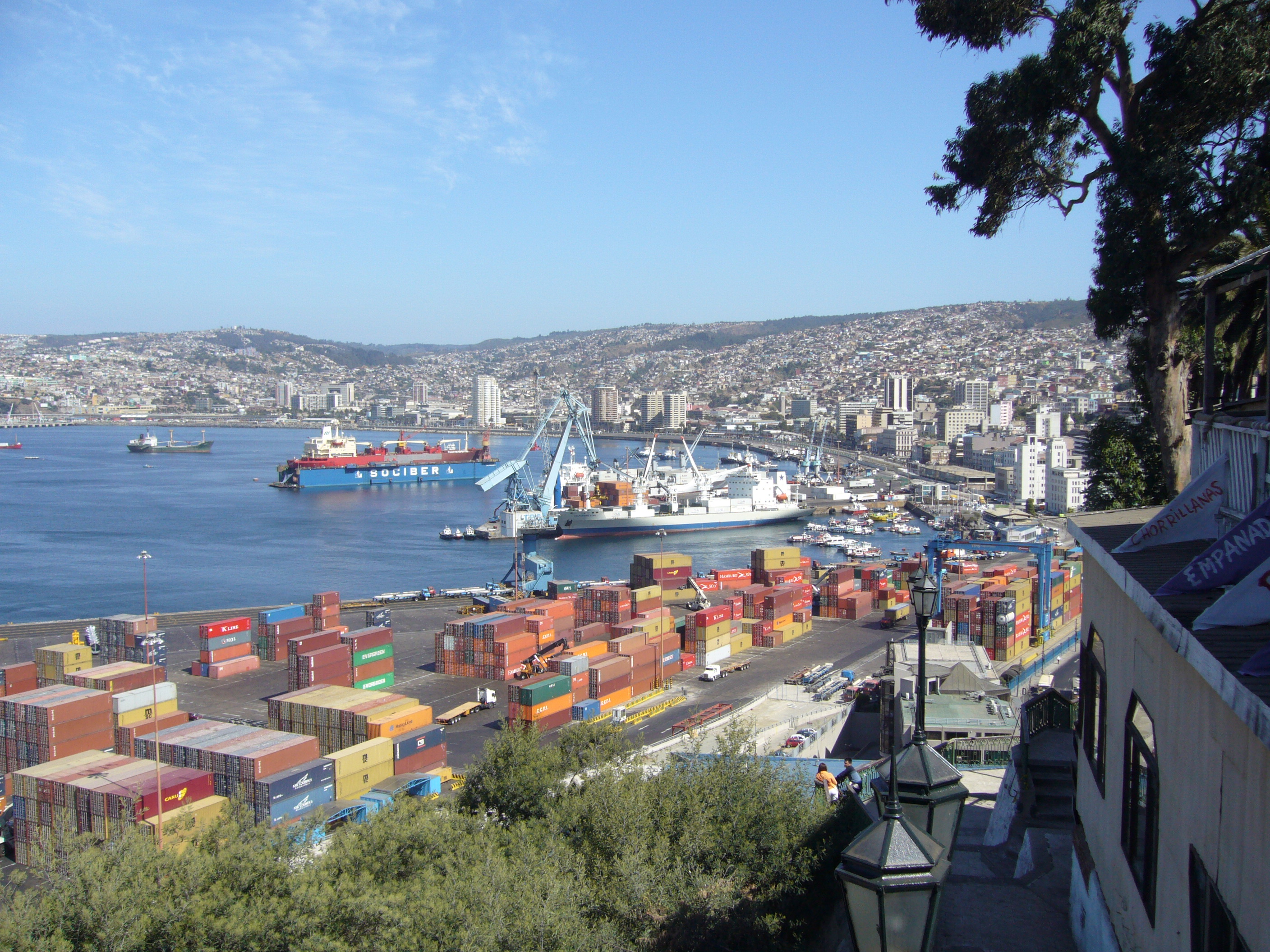
Port de commerce de Valparaíso.
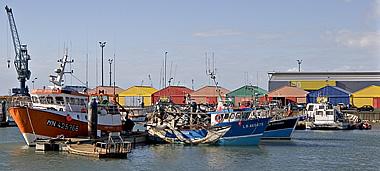
Port de pêche de Chef de Baie.
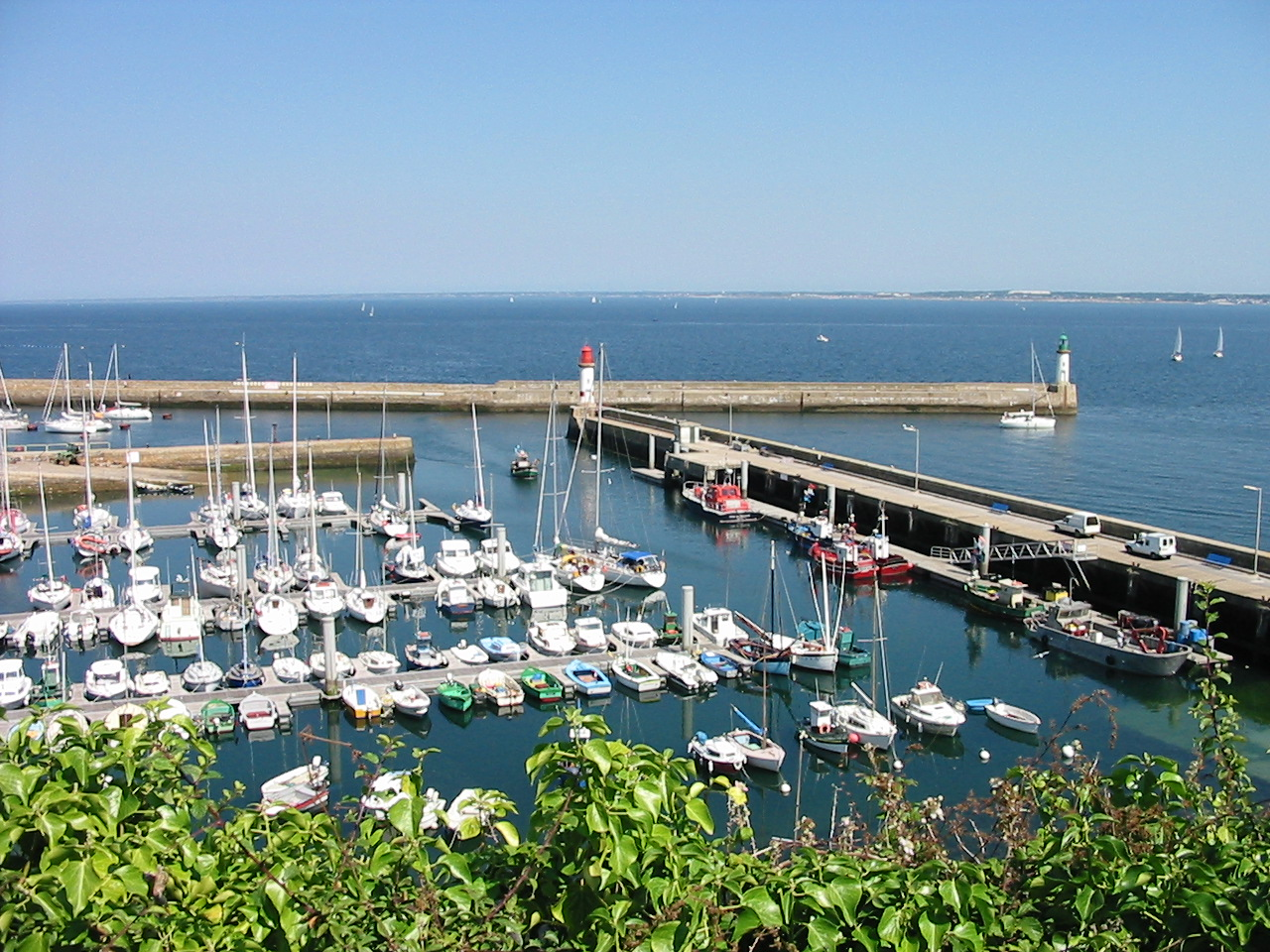
Port de plaisance de l'île de Groix.
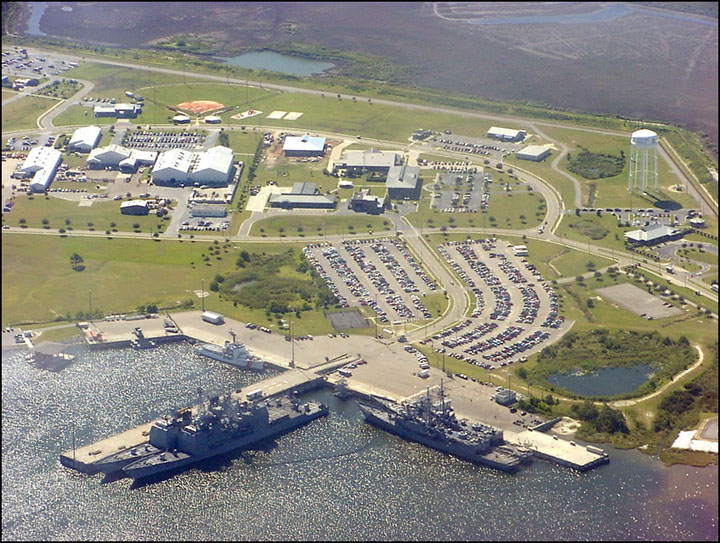
Base navale de Pascagoula.
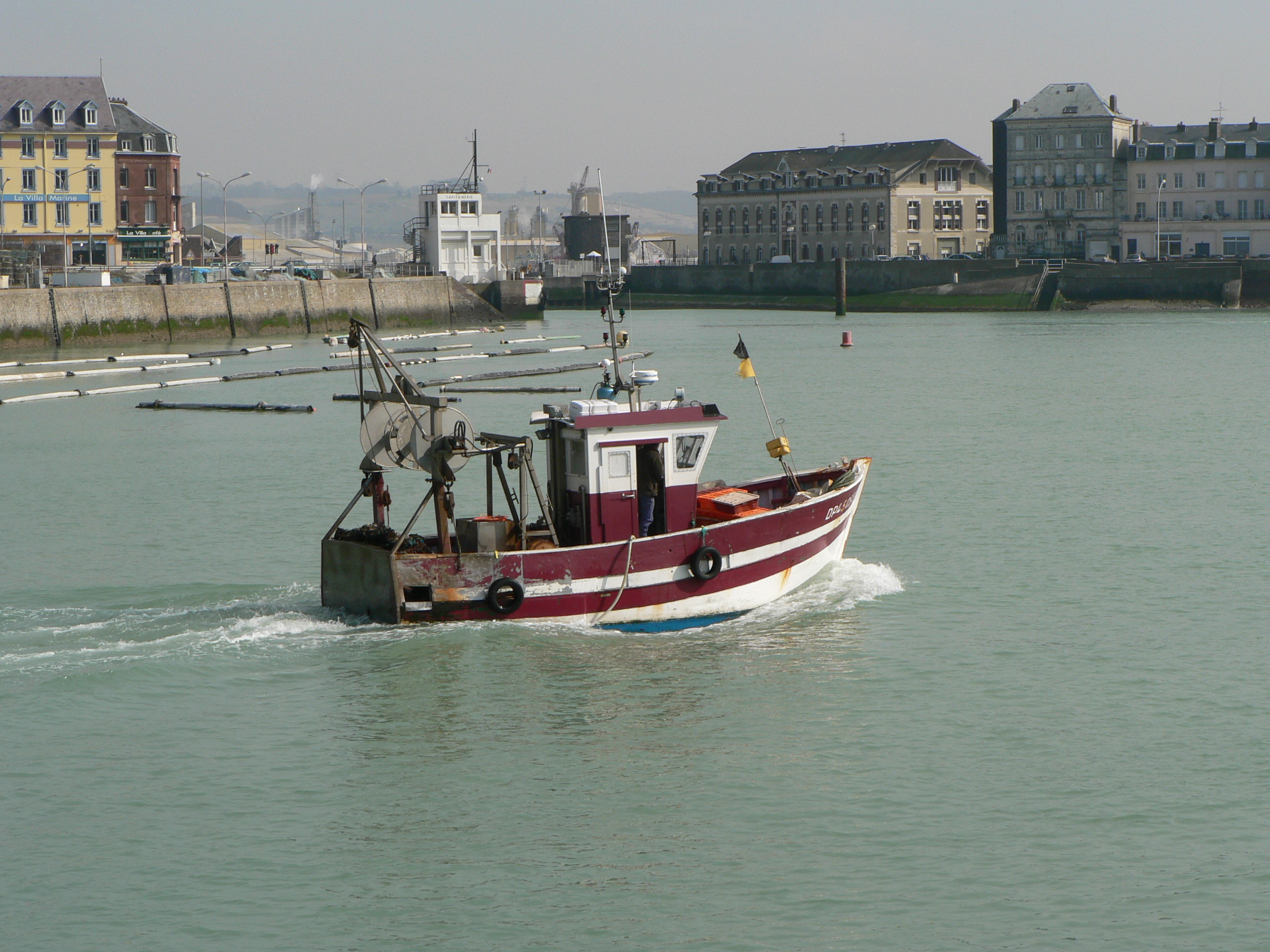
Port départemental du Tréport

## Caractéristiques
Un port possède différentes caractéristiques qui permettent de le classer par rapport aux autres :

### Emplacement et caractéristiques géomorphologiques

Phénomène de « surenfoncement » : La géométrie du port, des chenaux et darses, mais aussi la taille et vitesse des navires influent (selon l'heure de la marée) sur les vagues et le batillage

La position géographique et la géométrie des bassins portuaires et des jetées déterminent les qualités d'un port et influent sur les paramètres suivants :
- Protection : le port peut être ouvert ou disposer d'un abri naturel ou artificiel grâce à une jetée ou un brise-lames. Le port peut être fermé ou d'accès difficile quand les vagues et / ou le vent ont une orientation particulière.
La vitesse des navires est réglementée dans le ports et à ses abords. La circulation intra-portuaire ne doit pas générer de vagues importantes.

La géométrie du port et des masses d'eau n'est pas le seul paramètre influant sur ces vagues. La taille et la vitesse des navires influent (selon l'heure de la marée) sur les vagues et le batillage. L'apparition de navires plus grands, lourds ou larges peut ainsi modifier la hauteur de vague, et indirectement les fonds, la sédimentation, la turbidité ou générer des vagues plus destructrices pour les berges et aménagements flottants. Des modèles ou essais avec des maquettes permettent d'étudier ces problèmes ainsi que la manière dont la houle peut ou non entrer dans un port.
- Profondeur : la profondeur disponible, suivant l'heure de la marée, détermine la taille des bateaux qui peuvent entrer en fonction de leur tirant d'eau. Pour les grands ports, la profondeur est entretenue par un dragage régulier du fond ou de chenaux d'accès. Afin de préserver une profondeur suffisante, certains ports disposent d'écluses ou de seuils ; le tirant d'eau du navire est aussi affecté par le phénomène de surenfoncement. Les ports les plus profonds au monde atteignent 30 m, mais 15 m est un chiffre plus courant pour les ports de commerce, et 2 à 6 m pour les ports de plaisance.
- Balisage : l'entrée d'un port doit être repérable de jour comme de nuit, et par des moyens non visuels dans le brouillard (radar, corne de brume…). Le balisage s'appuie sur des amers naturels, des bouées ou balises utilisant le système latéral ou cardinal, des feux et phares, certains munis de systèmes racon.

## Services

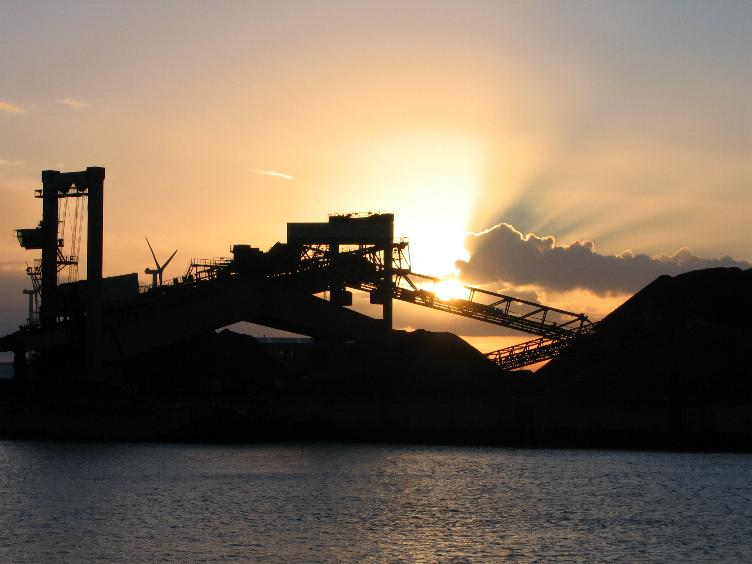
Terminal vraquier de Rotterdam.

### Services aux navires
- Pilotage maritime
- Remorquage
- Lamanage
- Fourniture de poste à quai ou de mouillage
- Avitaillement
- Sûreté

### Services à la marchandise ou aux passagers

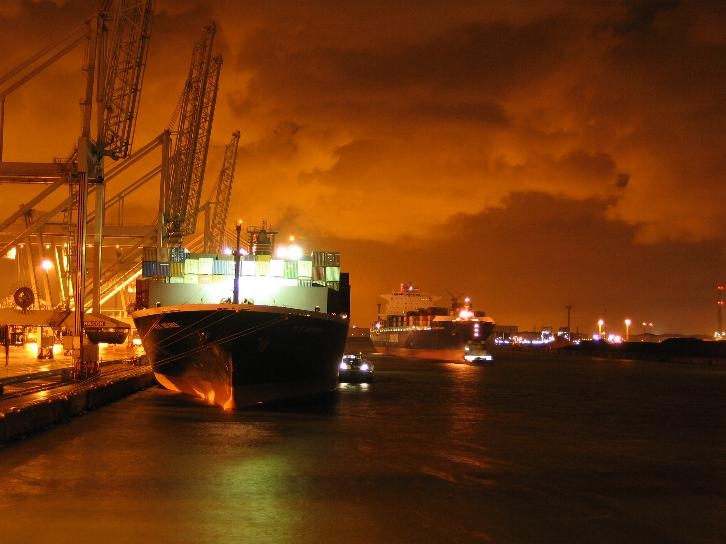
Les grands ports (ici Rotterdam) sont aussi très actifs la nuit. Le port doit garantir la sécurité, tout en recherchant l'efficience énergétique et en limitant ses conséquences écologiques, en particulier, en limitant la « pollution lumineuse » (ici rendue visible par le halo orangé). Certaines techniques et méthodes peuvent être intégrées dans une approche écoPortuaire

Marchandises
- Manutention
- Stockage
- Gardiennage
- Pre et post-acheminement

Passagers
- Gares maritimes
- Galeries marchandes
- Passerelles d'accès
- Parcs de stationnement

## Infrastructure
Les installations portuaires comprennent des bassins, offrant un tirant d'eau suffisant, bordés par des quais généralement munis de défenses et des terre-pleins sécurisés, des équipements de manutention (grues…), un éclairage nocturne, des postes de soutage et de livraison d'eau douce, des jetées et brise-lames, un réseau électrique (haute tension dans les grands ports). Le chenal d'entrée est balisé. Le port est relié à son arrière-pays par des voies de communication. Depuis les années 1990, à chaque grand port se superpose aussi une infrastructure numérique qui prend une importante croissante pour la gestion des flux et de la sécurité notamment,.

## Bateaux de service portuaire

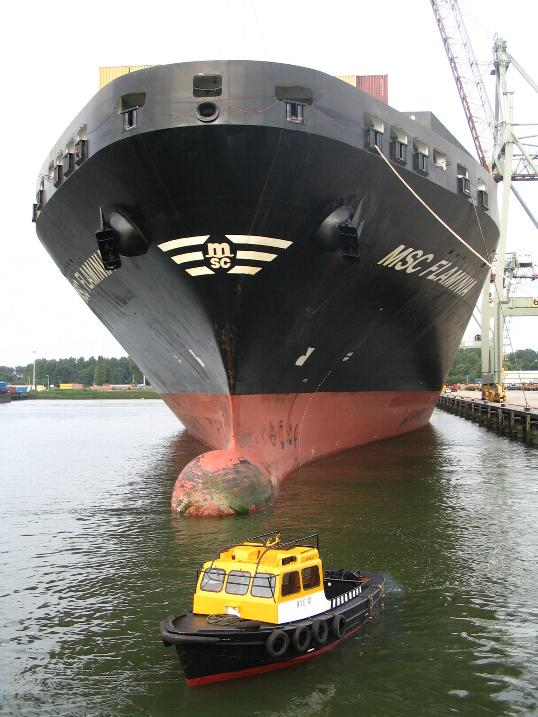
Bateau de lamanage devant la proue d'un porte-conteneurs.

Dès qu'un port atteint une taille suffisante, un certain nombre de navires de services y sont basés ; ils ne font pas partie du trafic du port mais sont utilisés pour différentes opérations portuaires. On trouve ainsi :
- Les dragues, de différents types suivant la nature du fond et la zone à couvrir (à élinde traînante, à godets…) ; elles servent à maintenir une profondeur suffisante dans le port et les chenaux d'accès, malgré l'apport de sédiments dû aux rivières et courants. Les matériaux extraits sont transportés par une marie-salope ;
- Les bateaux-pilotes servant à amener les pilotes à bord des navires de commerce arrivant au port. Sur les ports de moyenne importance, on trouve quelques pilotines opérant à partir du port ; sur les grands ports de commerce, on trouve parfois un grand navire dans la zone d'atterrissage hébergeant les pilotes, et duquel partent les pilotines ;
- Les remorqueurs portuaires qui servent à aider les grands navires à manœuvrer durant les opérations d'amarrage et d'évitage ;
- Les bateaux de lamanage utilisés par les lamaneurs pour porter les amarres à terre ;
- Les bateaux de ravitaillement : on trouve notamment les pétroliers ravitailleurs afin de remplir les soutes, et différentes barges pour l'avitaillement lorsque celui-ci n'est pas fait depuis la terre. Les allèges servent à transporter les marchandises entre le quai et le navire, mais ne sont plus guère employées ;
- Divers bateaux utilisés pour la sécurité : bateaux-pompes en cas d'incendie, canots de sauvetage pour le secours en mer, patrouilleurs, navires des gardes-côtes et navires de l'autorité portuaire.

D'autres navires sont basés dans les grands ports mais ne servent pas à rendre un service directement à un autre navire. On trouve ainsi les baliseurs pour l'entretien du balisage, les brise-glaces pour l'ouverture des voies maritimes polaires ou des transbordeurs pour le déplacement de personnes.

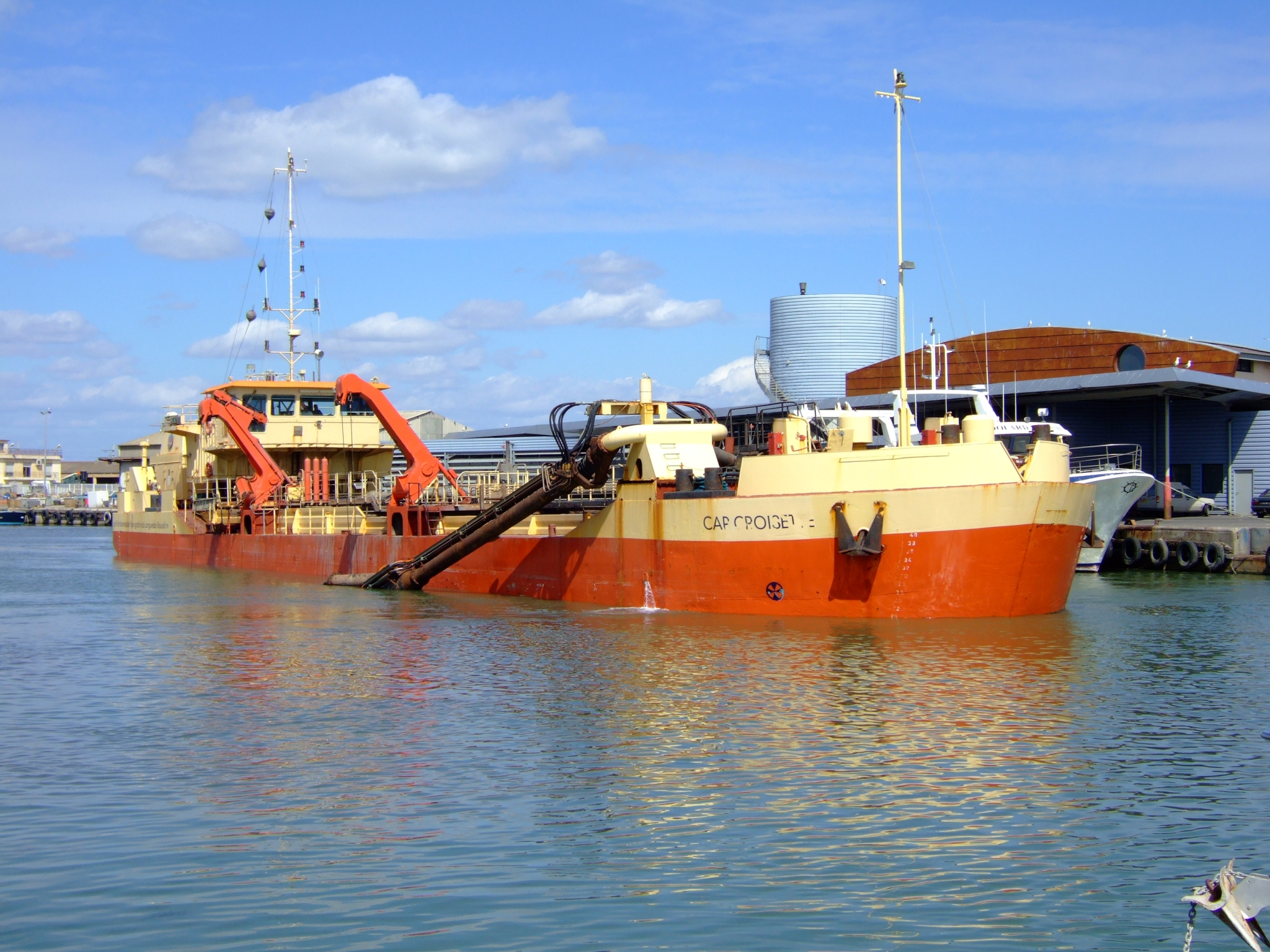
Cap Croisette, drague à élinde traînante
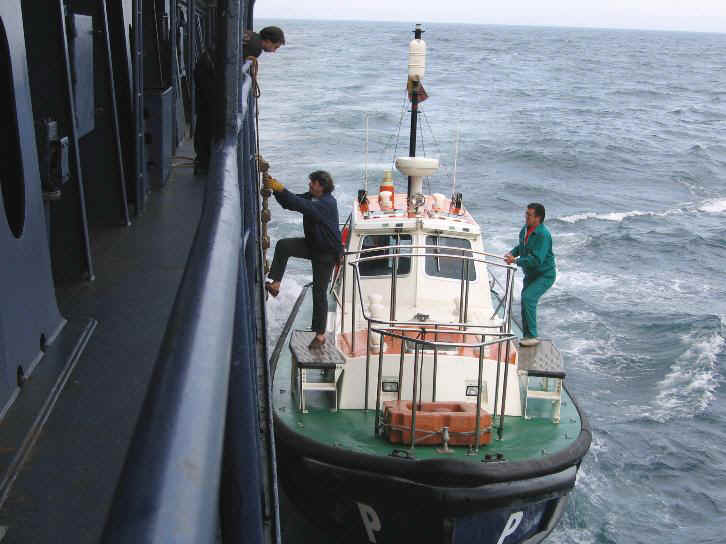
Pilote embarquant sur un navire à l'arrivée
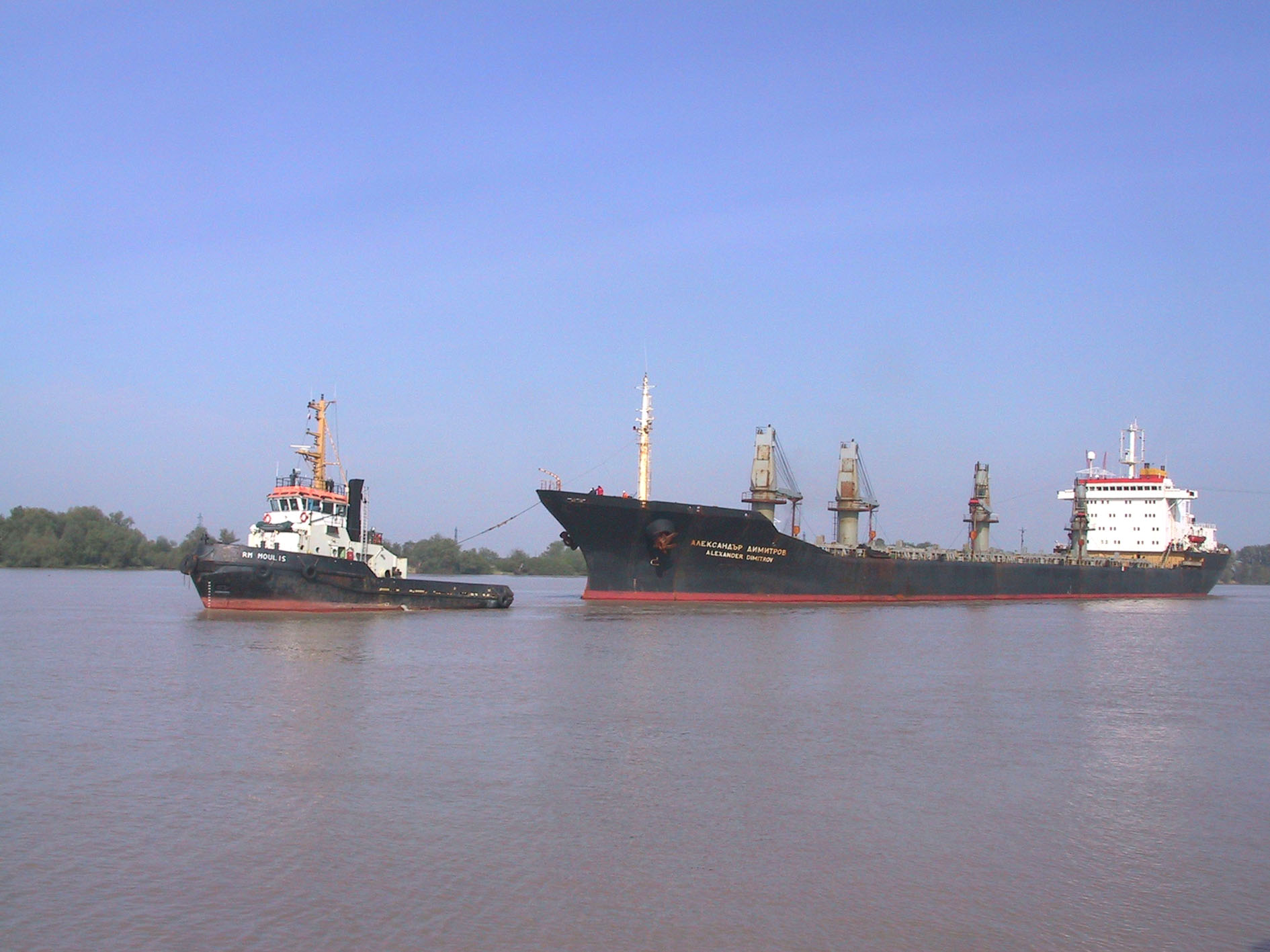
RM Moulis, remorqueur portuaire
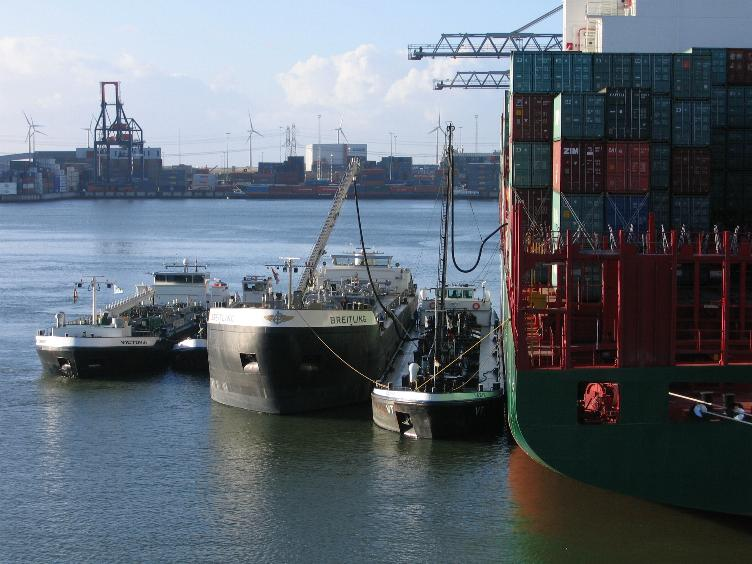
Série de ravitailleurs à couple d'un porte-conteneurs

## Ports et environnement
Les ports contribuent à un développement plus durable en favorisant des transports moins polluants que la route ou l'avion. 
Mais ils ont aussi des conséquences sur l'environnement pour leur construction, leur gestion et par le trafic qu'ils génèrent en amont et aval. De plus, des polluants provenant du bassin versant, des navires ou d'activités portuaires, accidentelles ou non peuvent contaminer les sédiments locaux ou apportés par des canaux, la mer ou des activités portuaires.
Des réseaux d'eaux pluviales et de ruissellement se rejettent souvent dans les bassins portuaires, sans épuration préalable. Les sédiments fins ont une forte capacité d'adsorption de nombreux contaminants, dont ils deviennent peu à peu un réservoir. Lors de crues, des « effets de chasse », des turbulences induites par de grosses hélices, ou lors de curages, des changements physicochimiques des sédiments peuvent conduire à une remise en suspension ou en solution de substances toxiques qui deviennent éventuellement bioassimilables. La pollution peut affecter certaines activités du port même (pêche ou plaisance) ou les écosystèmes à son aval.
Dans le port, des animaux fouisseurs ou filtrants peuvent bioconcentrer des polluants dont les sels de cuivre et de tributylétain perdus par les antifoolings ou issus des carénages et chantiers de réparation navale.
Le transport maritime international est une source croissante d'import d'espèces exotiques dont beaucoup s'acclimatent et certaines deviennent invasives.
À titre d'exemple, en Australie, la vaste Baie de Port Phillip (1,930 km2) constituée d'eaux tempérées a été choisie comme lieu d'étude parce qu'elle a bénéficié dans le passé (dès 1840) d'études approfondies et à l'échelle de la baie. En 1995/1996, la Commonwealth Scientific and Industrial Research Organisation (CSIRO) et un centre de recherche sur les ravageurs marins (CRIMP) ont entrepris une évaluation la exhaustive possible de la baie pour y inventorier les espèces indigènes et les incursions d'espèces exotiques. L'inventaire a été fait in situ (pour les espèces benthiques (endofaune, épifaune et espèces encroûtantes…) et au vu des collections des musées régionaux et des études déjà publiées. L'étude rétrospective visait à déterminer le calendrier des introductions successives. Cent soixante espèces non indigènes ont été trouvées (99 introduites et 61 cryptogénique), soit plus de 13 % de toutes les espèces recensées. Sans surprise, la majorité d'entre elles étaient concentrées autour des ports maritimes de Geelong et de Melbourne. L'étude rétrospective a montré une tendance à l'augmentation du phénomène (probablement en raison d'une augmentation du trafic maritime moderne et d'une augmentation de l'aquaculture (connue pour ses introductions accidentelles), mais cette tendance à l'aggravation récente pourrait avoir été exagérée par un biais lié à un effort d'échantillonnage récent plus important ces dernières années.

### En Amérique du Nord
Les États-Unis disposent d'un cadre réglementaire, incluant 18 lois votées de 1889 à 1970 dit Rivers and Harbors Act, appliquées sous le contrôle du Corps du génie de l'armée des États-Unis. En tant que souvent situés sur des estuaires, les ports doivent aussi respecter une législation portant sur la gestion des inondations (Flood Control Act, Watershed Protection and Flood Prevention Act of 1954), la gestion de l'eau (Water Resources Development Act) ou encore sur les oiseaux migrateurs.

### En Europe
Bien qu'en étant en situation de concurrence, les grands ports européens, réunis au sein de l'ESPO, cherchent à volontairement mieux prendre en compte l'environnement plutôt que de subir un durcissement des législations européennes ou nationales. Ils ont notamment mis en place la démarche Ecoport, et notamment avec l'IMI deux projets qui concernent l'environnement ;
- Un projet dit « Paralia Nature » initié en 1999 par l'IMI (Institute for Infrastructure, Environment and Innovation), lancé en décembre 2000 porté par l'association IMI[11], vise à mettre en réseau de partenariat des autorités portuaires, des universités ou grandes écoles, des ministères et des ONG[12] pour réconcilier l'environnement et le développement industriel portuaire en Europe, par une intégration accrue de la biodiversité et des exigences de Natura 2000 dans les activités portuaires et de planification (Paralia est un mot grec qui désigne les activités littorales notamment orientées vers le cabotage et la pêche). Les productions du Projet sont discutés - informellement - avec la commission européenne[13] ; une première phase[14], de 2000 à 2002 a porté sur les études d'impact et mesures compensatoires, la recherche d'alternatives ; les preuves de l'intérêt public et général (IROPI pour  Imperative Reasons of Overriding Public Interest)), les compensations pour les effets négatifs importants résiduels. La 2de phase, avec participation du Ministère français de l'environnement et d'une DIREN[15] (2002-2004) visait un dialogue informel, au niveau politique, avec la Commission européenne, les États-membres européens et des groupes environnementaux nationaux ; Il s'agissait aussi d'explorer les implications, économiques notamment[16], de la politique commune de la pêche et des politiques de protection de la nature (Natura 2000, directives Oiseaux et Habitats) pour les grands projets d'infrastructures portuaires ; tout en établissant une coopération plus structurée sur Natura 2000 et les estuaires et en recherchant (sur la base d'études de cas d'extensions portuaires) des solutions et l'élaboration de guides sur trois priorités que sont 1) la Protection des espèces, 2) les aires marines protégées, 3) Les plans de gestion, les mesures compensatoires, et le suivi évaluatif des mesures. 
Après avoir noté que 4 fois sur 5 les mesures compensatoires sont retardées, le second rapport recommande de produire les meilleures mesures possibles d'atténuation[15]. Il dit aussi que « les mesures compensatoires devraient être disponibles et opérationnelles avant que les projets soient mis en œuvre, d’où la nécessité de les planifier de manière plus précoce »[15] et qu'il faudrait tirer des leçons des plans de gestion déjà en place et de leur évaluation[15], et mieux comprendre les liens qui peuvent exister entre La Directive cadre sur l'eau et La Directive Habitats[15]. Une 3e phase du projet visait à résoudre les problèmes juridiques et organisationnels liés à l'élaboration de plans de gestion demandés par la directive «Habitats» et aux exigences correspondantes de la directive cadre sur l'eau ; mieux produire des mesures compensatoires et d'atténuation, dans le respect des réglementations, notamment sur la protection des espèces dans les ports[17] ; clarifier ce que pourrait être une banque d'atténuation / habitats et si une telle approche est possible et autorisée pour atteindre les objectifs écologiques ; produire un aperçu de ce que sont des "preuves" pour l'UE, avec des experts de haut niveau (en droit et en écologie) ; présenter à ceux qui élaborent les politiques de l'UE les résultats de cette politique dans les zones portuaires et côtières ; diffuser les résultats aux nouveaux États-membres, à d'autres ports, aux gouvernements et ONG en Europe ; La phase 3 du projet a porté sur l'évaluation environnementale des conséquences du dragage au regard des zones Natura 2000 (à la suite d'un arrêt de la Cour européenne de justice [18], notamment via une discussion informelle avec la Commission européenne. D'autres sujets traités (en atelier, et souvent sur la base de cas concrets) ont été l'importance pour la Directive Habitats des objectifs de conservation de la nature et des plans de gestion, de même que comment passer d'une activité portuaire en évolution permanente à un projet planifié à évaluer. De même pour les enjeux transfrontaliers de plans de gestion qui doivent aussi intégrer les apports de la Directive cadre sur l'eau. Les ports créent de plus en plus de « milieux sub-naturels temporaires » (délaissés provisoires, zones tampons, couloirs techniques…), naturellement colonisés par la faune et la flore, et qui ont une certaine valeur d'actif naturel[19], mais qui peuvent devoir être ensuite supprimés ou déplacés au gré des besoins et disponibilité en espace. Leur valeur et statut juridique ont été étudiés, au regard notamment du fait qu'ils peuvent offrir des habitats de substitution à des espèces menacées ou protégées. Il a parfois été suggéré qu'ils puissent remplacer certaines compensation obligatoires, mais les ateliers sur les banques d'atténuation (« Mitigation Banking ») ont conclu que cette option n'était pas compatible avec le paradigme environnemental européen actuel. Capital naturel de création a été présentée comme un régime d'ensemble européenne pour l'atténuation des graves dilemmes de l'indemnisation.
- le Projet « TIDE »[20] doit faciliter l'étude de certains estuaires (de l'Elbe, de la Weser, de l'Escaut et de l'Humber) qui ont en commun de directement toucher un site Natura 2000.

Ces deux projets ont élaboré des lignes directrices propres ; Une sorte de guide de bonnes pratiques publié en 2003 par l'Association des ports européens ESPO The ESPO Environmental Code of Practice (2003), et en 2007 un Code ESPO de bonnes pratiques au regard des Directives « Oiseaux » et « Habitats » Des guides d'auto-diagnostir pour la gestion de l'environnement portuaire et via l' Ecoports Foundation des outils pour identifier et réduire les conséquences portuaires sur l'environnement. Les lignes directrices abordent notamment les répercussions du développement portuaire et des dragages pour la biodiversité et Natura 2000. Ils identifient des recommandations.
- Un projet NWE Delta est issu[15] de la seconde phase du projet « Paralia Nature ». C'est un partenariat qui s'inscrit dans Interreg III et propose de combiner des actions transnationales de démonstration (de projets de restauration[15]) selon six thèmes interdépendants dont chacun concerne une dispositions de l'article 6 de la directive « Habitats ».

De son côté, la commission Européenne, dans une communication sur la politique portuaire européenne, a précisé le rôle des ports dans la chaîne de transport et produit un plan d'action relatif aux objectifs relevant de la compétence de la Commission. Un des éléments de ce plan est l'adoption de lignes directrices sur l'application de la législation environnementale de l'UE à l'évolution des ports. Il s'agissait notamment d'éclaircir, à la demande d'acteurs portuaires, certaines incertitudes juridiques quant à l'interprétation de la directive Oiseaux et de la directive Habitats (en particulier de ses articles 6.3 et 6.4. relatifs aux extensions portuaires réalisés dans des estuaires protégés par la législation européenne ou nationale). Des lignes directrices sur la Directive Oiseaux et sur la protection et prise en compte des habitats dans les estuaires et zones côtières complètent cette approche, avec une attention particulière portée aux effets du développement des ports et au dragage ; elles ont été élaborés par la Commission, en étroite coopération avec les principaux acteurs pour expliciter les dispositions de ces directives dans les contextes portuaires et estuariens et pour faciliter leur mise en œuvre.
De leur côté les acteurs portuaires ont créé et promu une démarche volontaire, qui pourrait éventuellement devenir une écosociocertification désignée par le label « Ecoport » se met en place, que le conseil régional du Nord-Pas-de-Calais, dans le cadre de la décentralisation portuaire et de son Agenda 21 souhaite mettre en œuvre dans le Port de Calais et le Port de Boulogne-sur-Mer.
Les déchets des navires ne doivent théoriquement plus être jetés en mer, mais triés quand ils peuvent l'être et récupérés dans les ports. Au 1er janvier 2004, la Directive européenne 2000/59/CE impose des installations de réception portuaires adaptées aux déchets d’exploitation des navires et résidus de cargaison. Les déchets récupérés peuvent être taxés. Un problème reste posé par l'utilisation des toilettes de bateaux de plaisances dans les port. Même là où cela est interdit, les contrôles sont parfois difficiles, et de nombreux ports ont pris du retard pour mettre en place les services de collecte et tri ou valorisation des déchets.
En 2010, la loi Grenelle II précise que les préfets de départements devront mettre en demeure « la collectivité territoriale ou le groupement compétent » qui n’a pas élaboré et adopté, pour chacun des ports maritimes relevant de sa compétence, un plan de réception, de traitement des déchets d’exploitation des navires et des résidus de cargaison. En cas de carence, quand cette mise en demeure sera restée infructueuse au moins un an, le représentant de l’État peut constater par arrêté cette carence et - en application de l'article L. 156-1 - arrêter « le montant d’un prélèvement sur les ressources fiscales de la collectivité territoriale ou groupement compétent, en tenant compte, le cas échéant, des difficultés rencontrées par la collectivité territoriale ou le groupement compétent ».

## Professions portuaires
Outre les professions du transport maritime visibles sur un port (armateurs, affréteurs, chargeurs, agents maritimes, etc.) ainsi que les navigants (équipages), un port compte un certain nombre de professions propres. On trouve ainsi :
- Les dockers qui sont les ouvriers de la manutention portuaire employés au chargement et déchargement des navires. Leur organisation, leur hiérarchie et leurs appellations sont variées suivant les pays et les ports ; suivant leurs rôles, on parle de conducteurs, grutiers, accoreurs, pointeurs, caliers, caristes, etc. Ils sont embauchés par une entreprise de manutention portuaire dont les responsabilités varient (comparer acconiers et stevedores) ;
- Les lamaneurs s'occupent de l'amarrage des navires, à quai et sur leurs bateaux ;
- Les pilotes montent à bord des navires arrivant au port ou le quittant pour assister le commandant en le guidant dans les manœuvres d'entrée ou de sortie. Ils ont une excellente connaissance de la topographie de l'endroit, des courants, des contraintes, et doivent pouvoir s'adapter aux différents types de navires ;
- Les équipages de navires portuaires (voir ci-dessus), et notamment ceux des remorqueurs, font partie intégrante de la vie du port ;
- Les officiers de port représentent l'autorité portuaire. Ils assurent la sécurité du navire lors de son séjour au port, supervisant les différentes activités de placement des navires, d'accueil, de manœuvres et de chargement. Ils exercent une surveillance terrestre et maritime en vue d'assurer la protection du domaine portuaire agissant au moyen de polices et règlements particuliers (police du balisage, matières dangereuses, environnement, pollution, sûreté…). En France, leurs missions s'appuient principalement sur les pouvoirs de police spéciale attribués aux officiers de port et officiers de port adjoints par le Code des ports maritimes. Ils peuvent également exercer des compétences relevant de la responsabilité de l'État du port, en particulier en matière de navigation dans les chenaux et bassins portuaires ;
- Les contrôleurs de la circulation maritime, à l'image des contrôleurs aériens, régulent le trafic et les communications pour les navires proches du port. Ils contrôlent aussi les signaux d'entrée de port. Ils sont, en général, placés sous l'autorité des officiers de port ;
- Les avitailleurs qui s'occupent de l'avitaillement des navires. Cette tâche est parfois du ressort des dockers.

Ces personnels sont employés ou placés sous le contrôle de l'État du port, de l'autorité portuaire ou d'entreprises et d'organismes de droit privé. Néanmoins leur employeur varie selon l'organisation propre à chaque port.
D'autres professions ne sont pas propres aux ports mais se retrouvent tout de même sur ceux-ci. On trouve ainsi des agents de sécurité, des mécaniciens et électriciens, les transporteurs terrestres (routiers, cheminots…), ainsi que divers métiers de la construction et réparation navale.

## Les plus grands ports du monde
- Singapour
- Shanghai
- Rotterdam
- Hong Kong

### Sources
- Article « Ports and seaworks », partie « Public works », Encyclopaedia Britannica, Macropedia, vol. 26, 15e édition, 1995  (ISBN 0-85229-605-3)

- (en) Cet article est partiellement ou en totalité issu de l’article de Wikipédia en anglais intitulé « Port » (voir la liste des auteurs).